# Oumar Touré
Oumar Touré (ur. 14 marca 1954) – senegalski piłkarz grający na pozycji obrońcy. W swojej karierze grał w reprezentacji Senegalu.

## Kariera klubowa
W swojej karierze piłkarskiej Touré grał w klubach ASF Police, Le Havre AC B i US Maubeuge.

## Kariera reprezentacyjna
W reprezentacji Senegalu Touré zadebiutował w 1980 roku. W 1986 roku został powołany do kadry na Puchar Narodów Afryki 1986. Na tym turnieju zagrał w trzech meczach grupowych: z Egiptem (1:0), z Mozambikiem (2:0) i z Wybrzeżem Kości Słoniowej (0:1). W kadrze narodowej grał do 1986 roku.